# Ernesto Sodi Pallares
Ernesto Sodi Pallares, Professor Emeritus, Honoris Causa (Mexikó, 1919 – 1977. november) mexikói kutató; biokémikus, kriminológus, igazságügyi vegyi- és írásszakértő. Egyik leánya a népszerű énekes-színésznő, Thalía Sodi.

## Élete és munkássága
19 évesen szerzett biokémikus-gyógyszerész képesítést, majd kriminológiai és írásszakértői pályára szakosodott. A mexikói kormány és elnökség részére dolgozott. A bostoni Harvard Egyetem címzetes egyetemi tanárrá nevezte ki szerves kémiai struktúrák szakterületen; a washingtoni Iratszakértői Nyomozóhivatal dokumentumvizsgálati szakértőjévé nyilvánította; a mexikói Colegio de Criminalística y Ciencias Políticas (Politikatudományi és Kriminalisztikai Kollégium) a Kriminalisztika Doktora Ad Eundem címet adományozta neki; az illinoisi Bureau of Criminal Identification and Investigation (Bűnügyi Azonosítási és Nyomozási Iroda) a Kriminalisztika Professor Emeritusa akadémiai címet ítélte neki; a washingtoni American Police Academy (Amerikai Rendőrakadémia) kriminalisztika egyetemi tanára volt, valamint a Harvard Egyetemen is adott órákat.
Nevéhez fűződik az aztekin (aztequina) elnevezésű növényi kivonat szívgyógyászati alkalmazásának feltalálása (bár ennek összetételét az 1940-es években F. Guerra és I. Escobar kutatók már leírták), mellyel Joszif Visszarionovics Sztálin szovjet diktátort is kezelték élete utolsó szakaszában, akinek – egyes információk szerint – így sikerült meghosszabbítani az életét.
Munkássága során számos vegyészeti és orvosi tanulmányt, szakértői véleményt készített. Nevéhez fűződik a Guadalupei Szent Szűz-kép leplének vegyészeti vizsgálata, amelyet Dr. Roberto Palacios Bermúdez kutatótársával végzett, s melynek során megállapítást nyert, hogy a kép festékanyaga – megmagyarázhatatlan módon – pigmentáció nélkül ellenáll a romboló környezeti hatásoknak. A szakértői véleményt 1976-ban hozták nyilvánosságra a Descubrimiento de un busto humano en los ojos de la virgen de Guadalupe (’Emberi felsőtest felfedezése a Guadalupei Szűz szemében’) című publikációban, amelyet a Vatikánnak is elküldtek.
1977 novemberében hunyt el előrehaladott cukorbetegsége szövődményei következtében.